# Nokia 5300

Nokia 5300 XpressMusic este dezovltat de Nokia. Nokia 5300 face parte din seria XpressMusic, care este pentru luptarea cu marca Sony Ericsson Walkman.

## Design
Mufa de 2.5mm pentru căști se găsește pe partea stângă cu cele trei taste dedicate pentru muzică. Portul în infraroșu, butonul camerei foto și butoanele de volum se găsesc pe dreapta. Butonului de alimentare, mufa de alimentare, port USB și se găsesc pe partea de sus, în timp ce orificiile de camere și microfonul se găsesc pe spate.

## Conectivitate
5300 vine cu programul de mesagerie instant OZ cu suport AIM, ICQ, Yahoo! și Windows Live Messenger. Un browser WAP, un Flash Lite Player și un organizator care se sincronizează cu PC folosind software-ul Nokia PC Suite. Are port Infraroșu, Bluetooth 2.0 cu EDR, mini-USB, GPRS.

## Multimedia
Nokia 5300 are un ecran TFT de 2.0 inchi cu rezoluția de 240 x 320 pixeli.
Memoria internă este de 5MB, dar telefonul suportă carduri microSD de până la 2GB.
Formatele audio suportate sunt MP3, M4A, AAC, AAC +, eAAC +, și WMA.
Camera la 5300 este de 1.3 megapixeli CMOS care poate face fotografii până la 1024x768 pixeli.
Trimiterea fișierelor media prin Bluetooth și infraroșu nu este limitat dacă nu există protecție DRM de pe fișierul.

## Caracteristici
- Ecran TFT de 2.0 inchi, rezoluție de 240 x 320 pixeli
- MicroSD până la 2 GB
- Infraroșu
- WAP, GPRS, HSCSD, EDGE
- Bluetooth 2.0 cu A2DP
- micro-USB
- Camera foto de 1.3 Megapixeli
- Radio FM Stereo cu RDS
- Mufă audio de 2.5 mm